# 鄒守
鄒守（1510年—？），字惟一，四川成都府雙流縣人，民籍，明朝政治人物。

## 生平
四川鄉試第五名舉人。嘉靖十七年（1538年）中式戊戌科會試第二百九十四名，登第三甲第八十二名進士。授潜山知縣，升南京兵部主事，二十五年七月因吏部郎中高簡案被削籍为民。

## 家族
曾祖鄒彥和；祖父鄒秩；父鄒正東，府通判。母王氏；繼母史氏。重庆下。弟可、止。